# Alsbach-Hähnlein

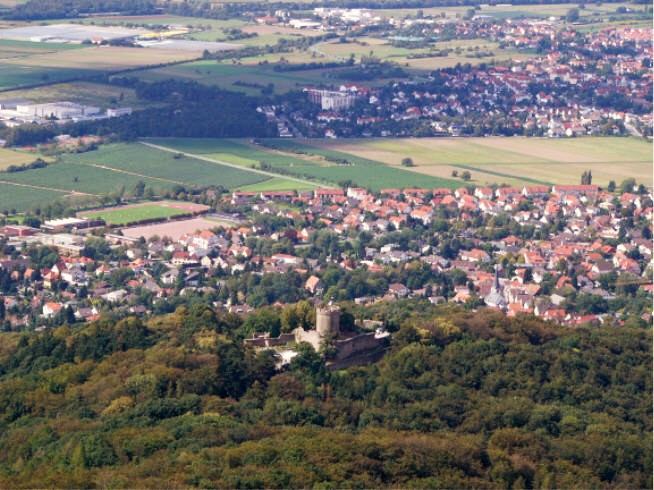
Schloss Alsbach und Alsbach-Hähnlein vom Melibokus aus gesehen

Alsbach-Hähnlein ist eine Gemeinde im südhessischen Landkreis Darmstadt-Dieburg an der Bergstraße.

## Geografie

### Nachbargemeinden
Alsbach-Hähnlein grenzt im Norden an die Gemeinde Bickenbach, im Osten an die Gemeinde Seeheim-Jugenheim, im Süden an die Städte Bensheim und Zwingenberg (beide Landkreis Bergstraße) sowie im Westen an die Stadt Gernsheim (Kreis Groß-Gerau).

### Gemeindegliederung
Alsbach-Hähnlein besteht aus den Ortsteilen Alsbach (Sitz der Gemeindeverwaltung), Hähnlein und Sandwiese in der Gemarkung Alsbach.

## Geschichte

### Alsbach
Alsbach trat erstmals im Codex des Klosters Lorsch in den Jahren 773, 779 und 795 urkundlich in Erscheinung, und zwar unter den Bezeichnungen Aldolvesbach (773), Altdolfesbach (779) und Aldolfesbach (795). 1240 wurde das Alsbacher Schloss von den Herren von Bickenbach als Burg Bickenbach errichtet. Seit dem 1. Februar 1907 verfügte der Ort über einen Bahnhof an der Bahnstrecke Frankfurt am Main–Heidelberg, 1934 in Hähnlein-Alsbach umbenannt. Seit 1895 existierte bereits eine die Orte Seeheim, Jugenheim, Alsbach und Bickenbach verbindende, im Pendelverkehr betriebene Nebenbahn. Die diesbezügliche Alsbacher Haltestelle befand sich am Bickenbacher Ende des heutigen Beunewegs, kurz vor dem Leichtböhl. Diese Nebenbahn (und damit auch die zugehörigen Haltestellen) wurde in den Jahren 1958 (Personenverkehr) und 1963 (Güterverkehr) aufgegeben.

### Hähnlein
Hähnlein wurde das erste Mal 1333 im Lorscher Codex unter dem Namen Hennechen urkundlich erwähnt. Der Name hat jedoch nichts mit einem Hahn zu tun. Schreibweisen wie Hainlin (1578) zeigen, dass der Name von Hagen abstammt, also einer Siedlung im Wald. Den Kern der späteren Dorfsiedlung bildete der Hainer Hof, das spätere Rettungshaus und die heutige Bürgermeisterei.

### Sandwiese
Sandwiese wurde 1949 auf einer Sanddüne westlich von Alsbach rund um den Bahnhof Hähnlein-Alsbach gegründet.

### Alsbach-Hähnlein
Die Gemeinde entstand im Rahmen der Gebietsreform in Hessen am 1. Januar 1977 durch den Zusammenschluss der beiden bis dahin selbständigen Gemeinden Alsbach und Hähnlein Kraft Landesgesetz unter dem Namen Alsbach.
Am 1. Januar 1978 wurde diese Gemeinde in Alsbach-Hähnlein umbenannt. Ortsbezirke nach der Hessischen Gemeindeordnung wurden nicht errichtet.

## Bevölkerung

### Einwohnerstruktur 2011
Nach den Erhebungen des Zensus 2011 lebten am Stichtag, dem 9. Mai 2011, in Alsbach-Hähnlein 9072 Einwohner. Darunter waren 764 (8,4 %) Ausländer, von denen 359 aus dem EU-Ausland, 172 aus anderen europäischen Ländern und 233 aus anderen Staaten kamen. Die Einwohner lebten in 3854 Haushalten. Davon waren 1081 Singlehaushalte, 1126 Paare ohne Kinder und 1325 Paare mit Kindern, sowie 356 Alleinerziehende und 66 Wohngemeinschaften.
4033 Einwohner gehörten der evangelischen (44,5 %) und 1597 Einwohner der katholischen (17,6 %) Konfession an.

### Einwohnerentwicklung
| Alsbach-Hähnlein: Einwohnerzahlen von 1970 bis 2020 | Alsbach-Hähnlein: Einwohnerzahlen von 1970 bis 2020 | Alsbach-Hähnlein: Einwohnerzahlen von 1970 bis 2020 | Alsbach-Hähnlein: Einwohnerzahlen von 1970 bis 2020 | Alsbach-Hähnlein: Einwohnerzahlen von 1970 bis 2020 |
| --------------------------------------------------- | --------------------------------------------------- | --------------------------------------------------- | --------------------------------------------------- | --------------------------------------------------- |
| Jahr                                                |                                                     |                                                     |                                                     | Einwohner                                           |
| 1970                                                | 1970                                                |                                                     | 5.829                                               | 5.829                                               |
| 1976                                                | 1976                                                |                                                     | 6.168                                               | 6.168                                               |
| 1984                                                | 1984                                                |                                                     | 6.864                                               | 6.864                                               |
| 1992                                                | 1992                                                |                                                     | 8.349                                               | 8.349                                               |
| 2000                                                | 2000                                                |                                                     | 9.200                                               | 9.200                                               |
| 2005                                                | 2005                                                |                                                     | 9.301                                               | 9.301                                               |
| 2010                                                | 2010                                                |                                                     | 9.246                                               | 9.246                                               |
| 2011                                                | 2011                                                |                                                     | 9.072                                               | 9.072                                               |
| 2015                                                | 2015                                                |                                                     | 9.273                                               | 9.273                                               |
| 2020                                                | 2020                                                |                                                     | 9.082                                               | 9.082                                               |
| Quellen: siehe folgende Liste                       |                                                     |                                                     |                                                     |                                                     |

- Im Jahr 1970 zählten die in der Gemeinde Alsbach-Hähnlein zusammengeschlossenen Gemeinden 5829 Einwohner.[12]
- Bei den Kommunalwahlen 1977 wurden, mit dem Stand Juni 1976, 6168 Einwohner zugrunde gelegt.[13]
- Bei den Kommunalwahlen 1985 wurden, mit dem Stand 30. Juni 1984, 6864 Einwohner zugrunde gelegt.[14]
- Bei den Kommunalwahlen 1993 wurden, mit dem Stand 31. März 1992, 8349 Einwohner zugrunde gelegt.[15]
- Das Hessische Gemeindelexikon nennt für das Jahr 2000: 9200 Einwohner.[16]
- Laut Hessischem Statistischem Landesamt wohnen am 30. Juni 2005 9301 Einwohner in Alsbach-Hähnlein.[17]
- Das Hessische Statistische Landesamt meldete für den 30. Juni 2010: 9246 Einwohner.[18]
- Beim Zensus 2011 wurden 9072 Einwohner gezählt.[9]
- Für den 30. Juni 2015 gibt das Hessische Statistische Landesamt 9273 Einwohner an.[19]

### Erwerbstätigkeit
Die Gemeinde im Vergleich mit Landkreis, Regierungsbezirk Darmstadt und Hessen:
|                                                   | Jahr | Gemeinde | Landkreis | Regierungsbezirk | Hessen    |
| ------------------------------------------------- | ---- | -------- | --------- | ---------------- | --------- |
| Sozialversicherungspflichtig Beschäftigte         | 2017 | 2.448    | 74.525    | 1.695.567        | 2.524.156 |
| Veränderung zu                                    | 2000 | −4,7 %   | +21,1 %   | +16,1 %          | +16,0 %   |
| davon Vollzeit                                    | 2017 | 71,4 %   | 68,3 %    | 72,8 %           | 71,8 %    |
| davon Teilzeit                                    | 2017 | 29,6 %   | 31,7 %    | 27,2 %           | 28,2 %    |
| Ausschließlich geringfügig entlohnte Beschäftigte | 2017 | 509      | 15.305    | 224.267          | 372.991   |
| Veränderung zu                                    | 2000 | +33,9 %  | +14,4 %   | +9,0 %           | +8,8 %    |

| Branche                         | Jahr | Gemeinde | Landkreis | Regierungsbezirk | Hessen |
| ------------------------------- | ---- | -------- | --------- | ---------------- | ------ |
| Produzierendes Gewerbe          | 2000 | 52,1 %   | 41,1 %    | 27,0 %           | 30,6 % |
|                                 | 2017 | 43,8 %   | 31,3 %    | 20,4 %           | 24,3 % |
| Handel, Gastgewerbe und Verkehr | 2000 | 19,2 %   | 26,1 %    | 26,4 %           | 25,1 % |
|                                 | 2017 | 24,8 %   | 26,8 %    | 24,7 %           | 23,8 % |
| Unternehmensdienstleistungen    | 2000 | 16,9 %   | 11,6 %    | 25,1 %           | 20,2 % |
|                                 | 2017 | 13,7 %   | 17,1 %    | 31,6 %           | 26,1 % |
| Sonstige Dienstleistungen       | 2000 | 10,7 %   | 18,8 %    | 20,1 %           | 22,5 % |
|                                 | 2017 | 17,4 %   | 23,6 %    | 23,0 %           | 25,4 % |
| Sonstiges (bzw. ohne Zuordnung) | 2000 | 01,1 %   | 02,4 %    | 01,4 %           | 01,5 % |
|                                 | 2017 | 00,8 %   | 01,1 %    | 00,4 %           | 00,4 % |

## Politik

### Gemeindevertretung
Die Kommunalwahl am 14. März 2021 lieferte folgendes Ergebnis, in Vergleich gesetzt zu früheren Kommunalwahlen:
| Sitzverteilung in der Gemeindevertretung 2021Insgesamt 31 Sitze - SPD: 8 - IUHAS: 8 - CDU: 10 - FW: 5 | Parteien und Wählergemeinschaften | Parteien und Wählergemeinschaften                  | % 2021 | Sitze 2021 | % 2016 | Sitze 2016 | % 2011 | Sitze 2011 | % 2006 | Sitze 2006 | % 2001 | Sitze 2001 |
| Sitzverteilung in der Gemeindevertretung 2021Insgesamt 31 Sitze - SPD: 8 - IUHAS: 8 - CDU: 10 - FW: 5 | CDU                               | Christlich Demokratische Union Deutschlands        | 32,4   | 10         | 33,5   | 10         | 29,3   | 9          | 29,9   | 9          | 22,4   | 7          |
| Sitzverteilung in der Gemeindevertretung 2021Insgesamt 31 Sitze - SPD: 8 - IUHAS: 8 - CDU: 10 - FW: 5 | SPD                               | Sozialdemokratische Partei Deutschlands            | 25,8   | 8          | 22,9   | 7          | 25,6   | 8          | 29,2   | 9          | 33,8   | 10         |
| Sitzverteilung in der Gemeindevertretung 2021Insgesamt 31 Sitze - SPD: 8 - IUHAS: 8 - CDU: 10 - FW: 5 | FW                                | Freie Wähler Alsbach-Hähnlein                      | 16,9   | 5          | 23,0   | 7          | 11,4   | 4          | 20,9   | 7          | 25,5   | 8          |
| Sitzverteilung in der Gemeindevertretung 2021Insgesamt 31 Sitze - SPD: 8 - IUHAS: 8 - CDU: 10 - FW: 5 | IUHAS                             | Initiative Umweltschutz Hähnlein Alsbach Sandwiese | 24,9   | 8          | 20,6   | 7          | 33,7   | 10         | 20,1   | 6          | 18,4   | 6          |
| Sitzverteilung in der Gemeindevertretung 2021Insgesamt 31 Sitze - SPD: 8 - IUHAS: 8 - CDU: 10 - FW: 5 | gesamt                            | gesamt                                             | 100,0  | 31         | 100,0  | 31         | 100,0  | 31         | 100,0  | 31         | 100,0  | 31         |
| Sitzverteilung in der Gemeindevertretung 2021Insgesamt 31 Sitze - SPD: 8 - IUHAS: 8 - CDU: 10 - FW: 5 | Wahlbeteiligung in %              | Wahlbeteiligung in %                               | 55,7   | 55,7       | 49,5   | 49,5       | 50,8   | 50,8       | 44,6   | 44,6       | 55,7   | 55,7       |

### Bürgermeister

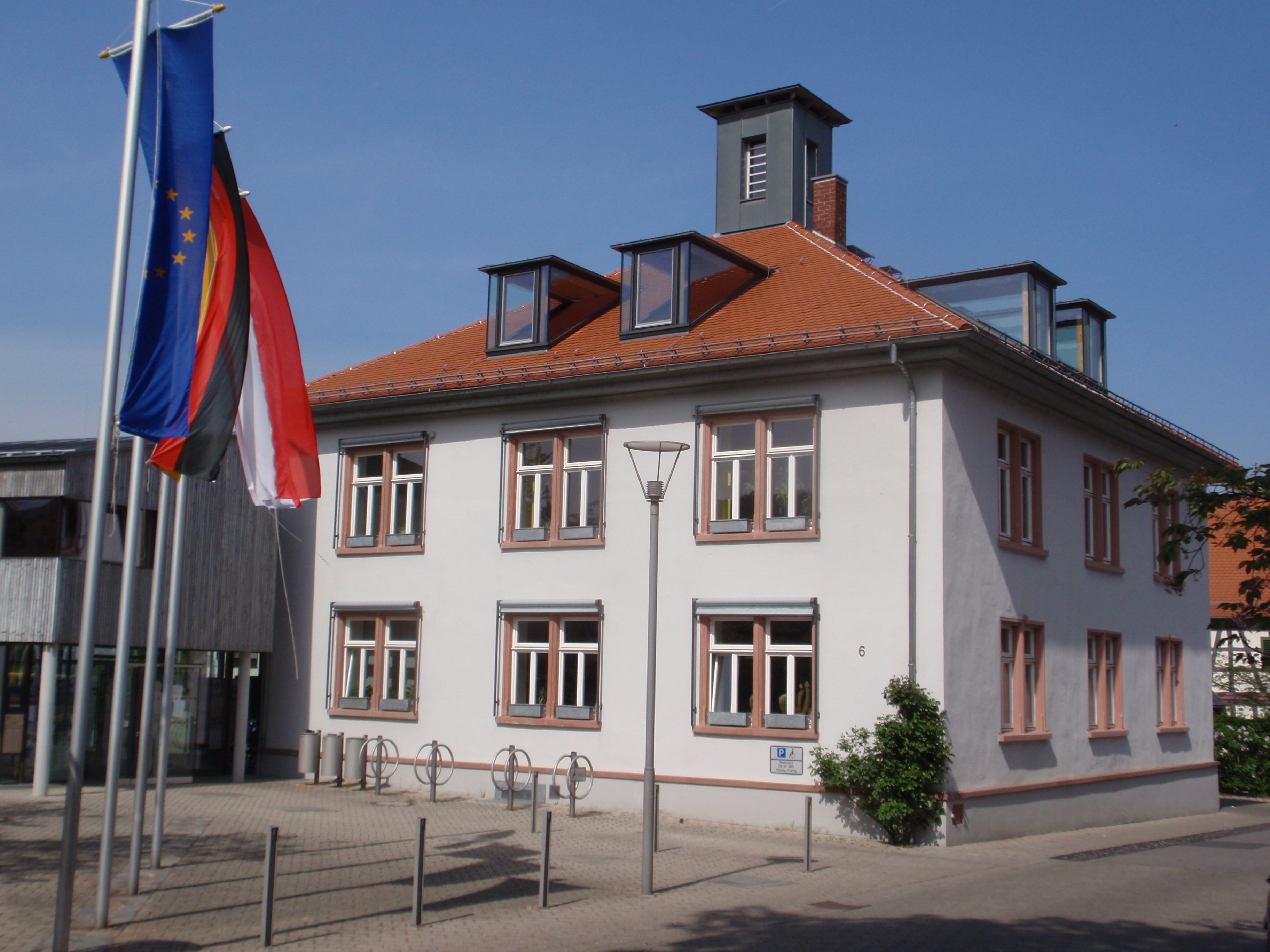
Das Rathaus in Alsbach

Nach der hessischen Kommunalverfassung wird der Bürgermeister für eine sechsjährige Amtszeit gewählt, seit dem Jahr 1993 in einer Direktwahl, und ist Vorsitzender des Gemeindevorstands, dem in der Gemeinde Alsbach-Hähnlein neben dem Bürgermeister ehrenamtlich ein Erster Beigeordneter und acht weitere Beigeordnete angehören. Bürgermeister ist seit dem 1. August 2019 Sebastian Bubenzer (CDU), der bis dahin als Erster Beigeordneter dem Gemeindevorstand angehörte. Er wurde als Nachfolger von Georg Rausch (IUHAS), der nach zwei Amtszeiten nicht wieder kandidiert hatte, am 17. März 2019 im ersten Wahlgang bei 56,8 Prozent Wahlbeteiligung mit 55,3 Prozent der Stimmen gewählt. Es folgte eine Wiederwahl ohne Gegenkandidaten im März 2025.
Amtszeiten der Bürgermeister

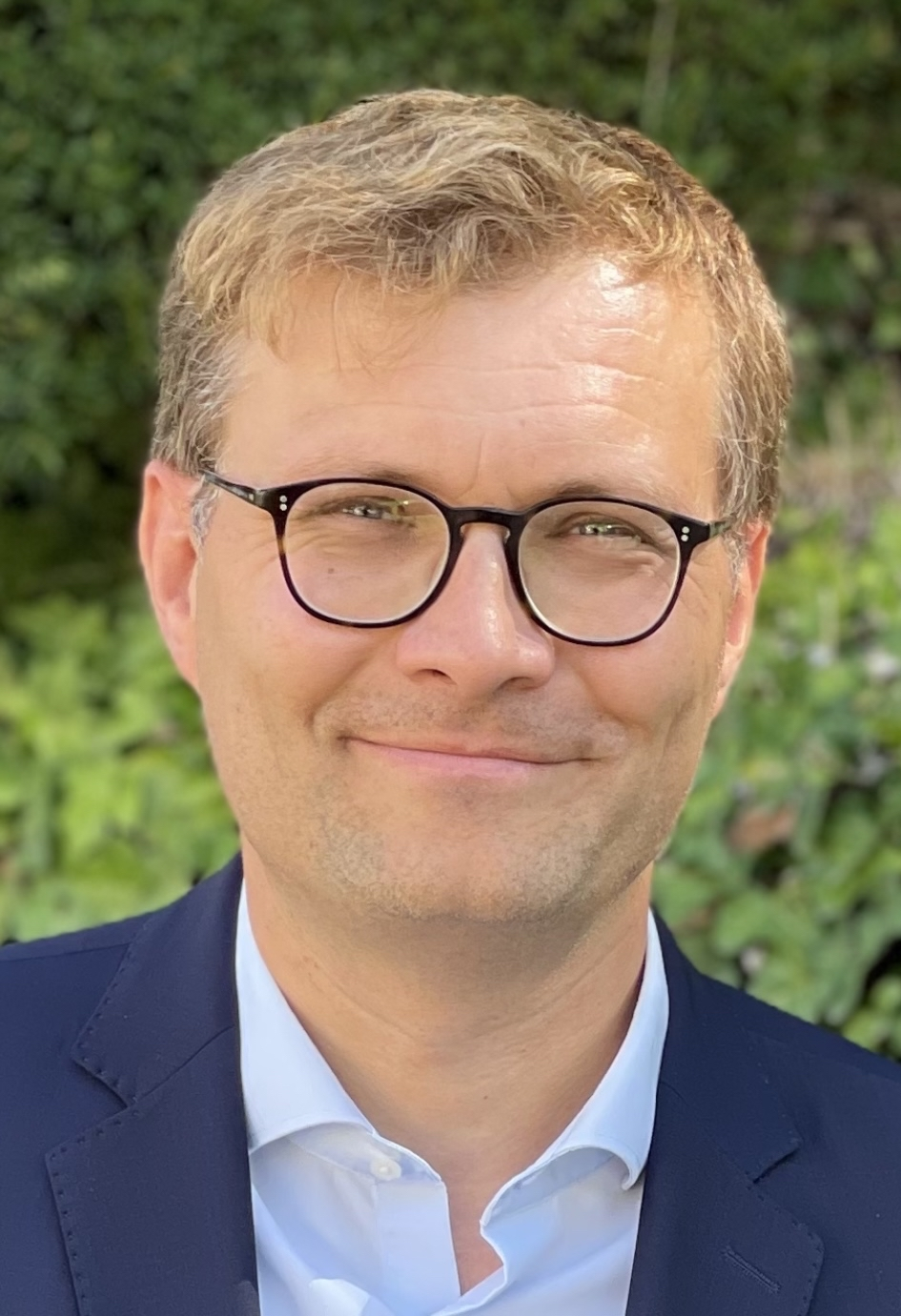
Bürgermeister Sebastian Bubenzer

- 2019–2031 Sebastian Bubenzer (CDU)[30]
- 2007–2019 Georg Rausch (IUHAS)[26]
- 1989–2007 Reinhard Wennrich (BfW)
- 1983–1989 Hans Christ
- 1977–1983 Wolfgang Steinmetz

| Jahr                       | Wahlbeteili- gung in % | Kandidaten           | Partei | Stimmen in % |
| -------------------------- | ---------------------- | -------------------- | ------ | ------------ |
| 2025                       | 44,1                   | Sebastian Bubenzer   | CDU    | 79,4         |
| 2019                       | 56,8                   | Sebastian Bubenzer   | CDU    | 55,3         |
| 2019                       | 56,8                   | Anke Paul            | SPD    | 44,7         |
| 2013                       | 54,2                   | Georg Rausch         | IUHAS  | 60,0         |
| 2013                       | 54,2                   | Sebastian Bubenzer   | CDU    | 40,0         |
| 2007 wiederholte Stichwahl | 45,4                   | Georg Rausch         | IUHAS  | 53,9         |
| 2007 wiederholte Stichwahl | 45,4                   | Jürgen Götz          | SPD    | 46,1         |
| 2001                       | 55,6                   | Reinhard Wennrich    | BfW    | 75,1         |
| 2001                       | 55,6                   | Christel Fleischmann | IUHAS  | 24,9         |
| 1995                       | 70,5                   | Reinhard Wennrich    | BfW    | 66,1         |
| 1995                       | 70,5                   | Christel Fleischmann | IUHAS  | 17,6         |
| 1995                       | 70,5                   | Rainer Maurer        | SPD    | 16,3         |

### Wappen
| Wappen von Alsbach-Hähnlein | Blasonierung: „In Blau silberner Schräglinksbalken, oben begleitet von einer silbernen Lilie zwischen zwei silbernen Sternen, unten von einem silbernen Hahn.“ |
| Wappen von Alsbach-Hähnlein | Wappenbegründung: Das Wappen verbindet die Wappen der Ortsteile Alsbach (Lilie und Sterne) und Hähnlein (Hahn). Das Wappen wurde der Gemeinde am 26. April 1978 durch das Hessische Innenministerium genehmigt. Gestaltet wurde es durch den Bad Nauheimer Heraldiker Heinz Ritt. |

Neben dem Wappen existiert seit 2009 ein neues Logo der Gemeinde. Darauf findet sich erstmals der Ortsteil Sandwiese wieder. Mit der Aufschrift „Gemeinde im Dreiklang“ wird eine versöhnliche Botschaft vermittelt.
Eine offizielle Flagge führt die Gemeinde nicht. Es gibt jedoch eine nichtamtliche Flagge, die auf rot-weiß-rotem Flaggentuch das Gemeindewappen zeigt.

### Partnerschaften
Alsbach-Hähnlein unterhält partnerschaftliche Beziehungen zu Diósd in Ungarn seit 1989 und zu Crinitzberg in Sachsen seit 1991.

## Kultur und Sehenswürdigkeiten

### Kulturdenkmäler
Siehe Liste der Kulturdenkmäler in Alsbach-Hähnlein

### Museen
- Museum in der Anstalt ist ein regionales Museum für die Gemeinde Alsbach-Hähnlein sowie die Region Hessische Bergstraße und Hessisches Ried.

### Natur und Schutzgebiete
In den Gemarkungen Alsbach-Hähnlein und Hähnlein befindet sich das Naturschutzgebiet „Altneckarlachen von Alsbach, Hähnlein und Bickenbach“, ein Feuchtgebiet mit seltenen Pflanzenarten und -gesellschaften. Es ist eingebunden in das EU-Vogelschutzgebiet „Hessische Altneckarschlingen“.
Das Naturschutzgebiet „Im Dulbaum bei Alsbach“ schützt trockene, kalkreiche Sand- und Steppenrasen mit zahlreichen seltenen Arten im Gebiet einer ehemaligen Sandgrube.
In der Gemarkung Alsbach stehen große Waldgebiete als FFH-Gebiet „Kniebrecht, Melibocus und Orbishöhe bei Seeheim-Jugenheim, Alsbach und Zwingenberg“ unter Schutz.

### Regelmäßige Veranstaltungen
- Chr. Himmelfahrt: Görschelfest
- Juni: Marktplatzfest
- September/Oktober: Kerb[33]
- November/Dezember: Weihnachtsmarkt[34]

## Wirtschaft und Infrastruktur

### Flächennutzung
Das Gemeindegebiet umfasst eine Gesamtfläche von 1579 Hektar, davon entfallen in ha auf:
| Nutzungsart             | Nutzungsart             | 2011 | 2015 |
| ----------------------- | ----------------------- | ---- | ---- |
| Gebäude- und Freifläche | Gebäude- und Freifläche | 218  | 218  |
| davon                   | Wohnen                  | 157  | 157  |
|                         | Gewerbe                 | 13   | 13   |
| Betriebsfläche          | Betriebsfläche          | 9    | 16   |
| davon                   | Abbauland               | 0    | 0    |
| Erholungsfläche         | Erholungsfläche         | 18   | 18   |
| davon                   | Grünanlage              | 5    | 5    |
| Verkehrsfläche          | Verkehrsfläche          | 125  | 125  |
| Landwirtschaftsfläche   | Landwirtschaftsfläche   | 887  | 877  |
| davon                   | Moor                    | 0    | 0    |
|                         | Heide                   | 0    | 0    |
| Waldfläche              | Waldfläche              | 281  | 281  |
| Wasserfläche            | Wasserfläche            | 20   | 20   |
| Sonstige Nutzung        | Sonstige Nutzung        | 24   | 23   |

### Verkehr

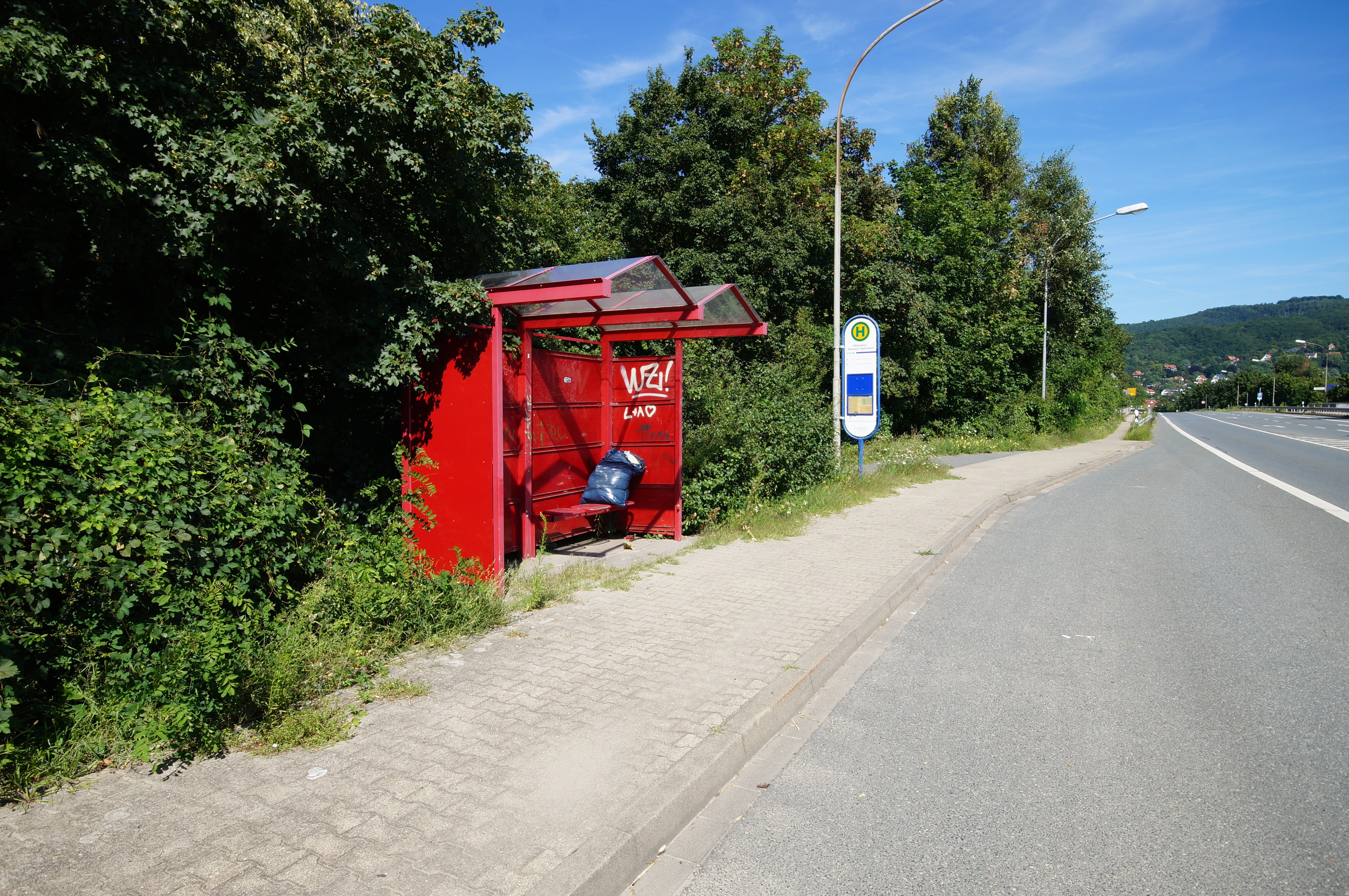
Die Bushaltestelle Hähnlein-Alsbach Bahnhof, an der Busse der Linien BE2 und 8N halten

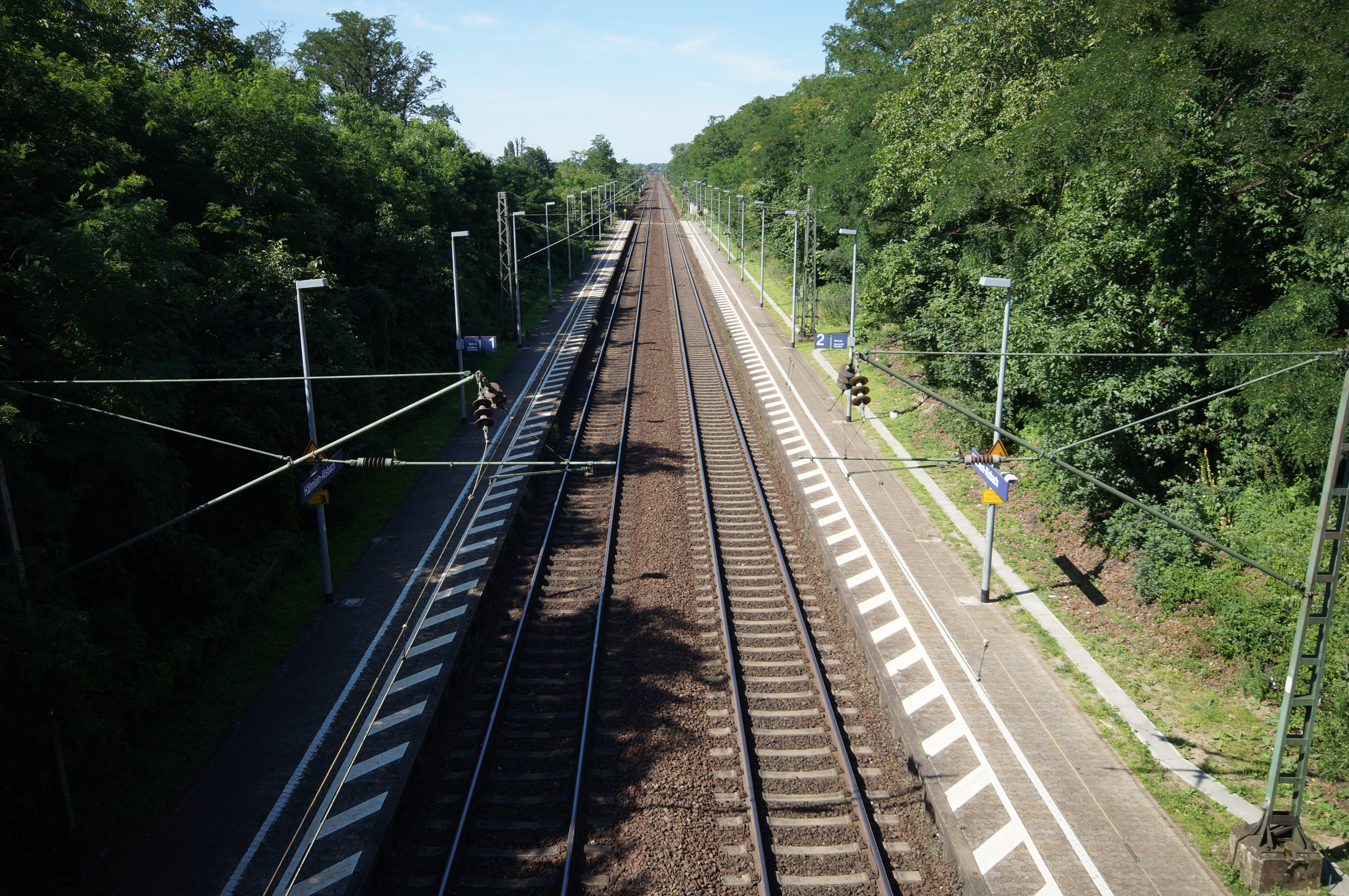
Der Alsbach-Hähnleiner Bahnhof an der Bahnstrecke Frankfurt am Main–Heidelberg

Die Gemeinde Alsbach-Hähnlein verfügt über ein gutes ÖPNV-Netz:
- Straßenbahnlinie 6: Arheilgen – Darmstadt-Innenstadt – Eberstadt – Seeheim – Jugenheim – Alsbach (Mo–Fr zwischen 6 und 19 Uhr)
- Straßenbahnlinie 8: Arheilgen – Darmstadt-Innenstadt – Eberstadt – Seeheim – Jugenheim – Alsbach (in der Nebenverkehrszeit und am Wochenende)
- Buslinie 669: (Bickenbach) – Alsbach – Zwingenberg – Bensheim – Heppenheim
- Buslinie BE2: Bickenbach – Alsbach – Hähnlein
- Buslinie 676: Hähnlein – Langwaden – Rodau – Bensheim (Mo–Fr)
- Buslinie 8N: Darmstadt – Eberstadt – Malchen – Seeheim – Jugenheim – Bickenbach – Alsbach – Hähnlein (nur im Spätverkehr, Ersatz für Straßenbahnlinie 8)

Der Haltepunkt Hähnlein (heute: Hähnlein-Alsbach) an der Bahnstrecke Frankfurt am Main–Heidelberg ging zum 1. Februar 1907 in Betrieb.
Er liegt bei Sandwiese. Hier halten RB-Züge der RMV-Linien 67 und 68 nach Darmstadt und Frankfurt sowie Mannheim/Heidelberg. Bis 1961 verfügte Alsbach über einen weiteren Haltepunkt an der heute abgebauten Bahnstrecke Bickenbach–Seeheim.

## Persönlichkeiten, die mit der Gemeinde in Verbindung stehen
- Ernst Pasqué (1821–1892), Opernsänger, Musiker und Autor
- Benno Elkan (1877–1960), Bildhauer und Medailleur, lebte 1911 bis 1919 in Alsbach
- Elisabeth Grümmer (1911–1986), Opernsängerin
- Renate Riemeck (1920–2003), Historikerin und Friedensaktivistin
- Ronald Dingeldey (1930–2016), letzter Präsident des Fernmeldetechnischen Zentralamtes
- Joachim-Felix Leonhard (* 1946), Historiker und Bibliothekar
- Hanno Balitsch (* 1981), Fußballspieler, spielte in den Jugendmannschaften des FC Alsbach
- Sebastian Rode (* 1990), Fußballspieler, spielte in den Jugendmannschaften des SKV Hähnlein und des FC Alsbach